# Raul Messias Franco
Raul Messias Franco (Belo Horizonte, 15 de janeiro de 1952) é um agricultor, bacharel em filosofia e político brasileiro do estado de Minas Gerais.
Raul Messias foi deputado estadual de Minas Gerais por duas legislaturas consecutivas, na 11ª e 12ª legislaturas (1987-1995), pelo PT

.
Foi eleito prefeito de Caeté para o mandato de 1997 a 2000.